# Monnina pittieri
Monnina pittieri är en jungfrulinsväxtart som beskrevs av Chod., Th. Dur. och Pitt. Monnina pittieri ingår i släktet Monnina och familjen jungfrulinsväxter. Inga underarter finns listade i Catalogue of Life.